# گل‌گل سفلی (ملکشاهی)
گل‌گل سفلی یکی از روستاهای استان ایلام است که در دهستان کبیرکوه بخش گچی شهرستان ملکشاهی واقع شده‌است.